# بيانة
بَيَّانَة (بالإسبانية: Baena)‏ هي إحدى بلديات مقاطعة قرطبة إحدى مقاطعات إسبانيا، و التي تقع في منطقة الأندلس جنوب إسبانيا. بلغ عدد سكانها 21.183 نسمة وفقاً لإحصائية عام 2007.

## أعلام
- خوسيه أمادور دي لوس ريوس
- فاتيما جالفيز